# House of Style
House of Style è stato un programma televisivo andato in onda su MTV la cui prima puntata è stata trasmessa il 1º gennaio 1989. La trasmissione sfruttava il crescente interesse intorno al mondo delle "supermodel", e trattava argomenti correlati come la moda, l'industria dell'abbigliamento, oltre che argomenti controversi come i disordini alimentari.

## Il programma
lo show era diretto da Joshua Homnick e Steve Paley, e durante gli undici anni in cui è andato in onda, ha visto avvicendarsi innumerevoli conduttrici, principalmente scelte fra le modelle professioniste, a partire da Cindy Crawford, sino ad arrivare a Rebecca Romijn e Molly Sims, la cui carriera fu lanciata proprio da House of Style. Dopo la conduzione di Cindy Crawford durata sei anni, MTV ridusse progressivamente il numero di episodi per ogni stagione del programma, sino ad arrivare ad uno speciale annuale ed alla fine alla cancellazione del programma, avvenuta nel 2000.
Fra gli altri conduttori di House of Style si possono citare Amber Valletta, Shalom Harlow e Daisy Fuentes, mentre Pat Smear, ex-chitarrista dei Germs, dei Nirvana e dei Foo Fighters aveva una rubrica fissa durante le edizioni condotte dalla Crawford.

## Revival
La trasmissione fu ripristinata per un singolo episodio il 21 marzo 2009, e condotta da Bar Refaeli e Chanel Iman, nel ruolo di inviata.
Lo show è tornato su MTV negli USA il 9 ottobre 2012. A condurlo sono Karlie Kloss e Joan Smalls.